# 朱寧河
朱寧河（1908年—？），北韓政治人物，國內派人，官至朝鮮勞動黨中央委員會副委員長及政治局委員，後因捲入政治鬥爭而被肅清。

## 生平
朱寧河本為氮肥廠的工人，後來因信奉共產主義而在1925年加入朝鮮共產黨。1930年到蘇聯的东方劳动者共产主义大学學習。返國後因參與抗日運動而被日本殖民政府監禁6年。1945年，日本投降，二戰結束，朱寧河也於同期投奔北方政權，並在同年9月成為元山市人民委員會委員長。翌年，他被推舉為政治局委員及朝鮮勞動黨中央委員會副委員。
1948年，儘管朱寧河當選最高人民會議代議員，但隨著游擊隊派領袖金日成勢力日漸坐大，他開始攻擊國內派人。同年8月，朱寧河被批判為「以國內派領袖自居」，犯了「派主義和個人英雄主義」的錯誤而被逐出核心領導層。隨後被貶為交通相，不久後又被外派到莫斯科擔當駐蘇大使，回國後再降為輕工業省屬下管理所的負責人。1953年8月，金日成在權力鬥爭中擊敗國內派領袖李承燁，李承燁因間諜罪被處死，朱寧河也因而失勢，並被開除所有職務和黨籍，隨後下落不明。

## 資料來源
1. 1 2  주영하 的存檔，存档日期2013-12-13.
2. 1 2 3 4  "历史回顧：金日成開展的党內鬥爭" 《多維新聞》 2012 9 14